# 布隆貝格山
47°43′59.54″N 11°29′29.81″E / 47.7332056°N 11.4916139°E

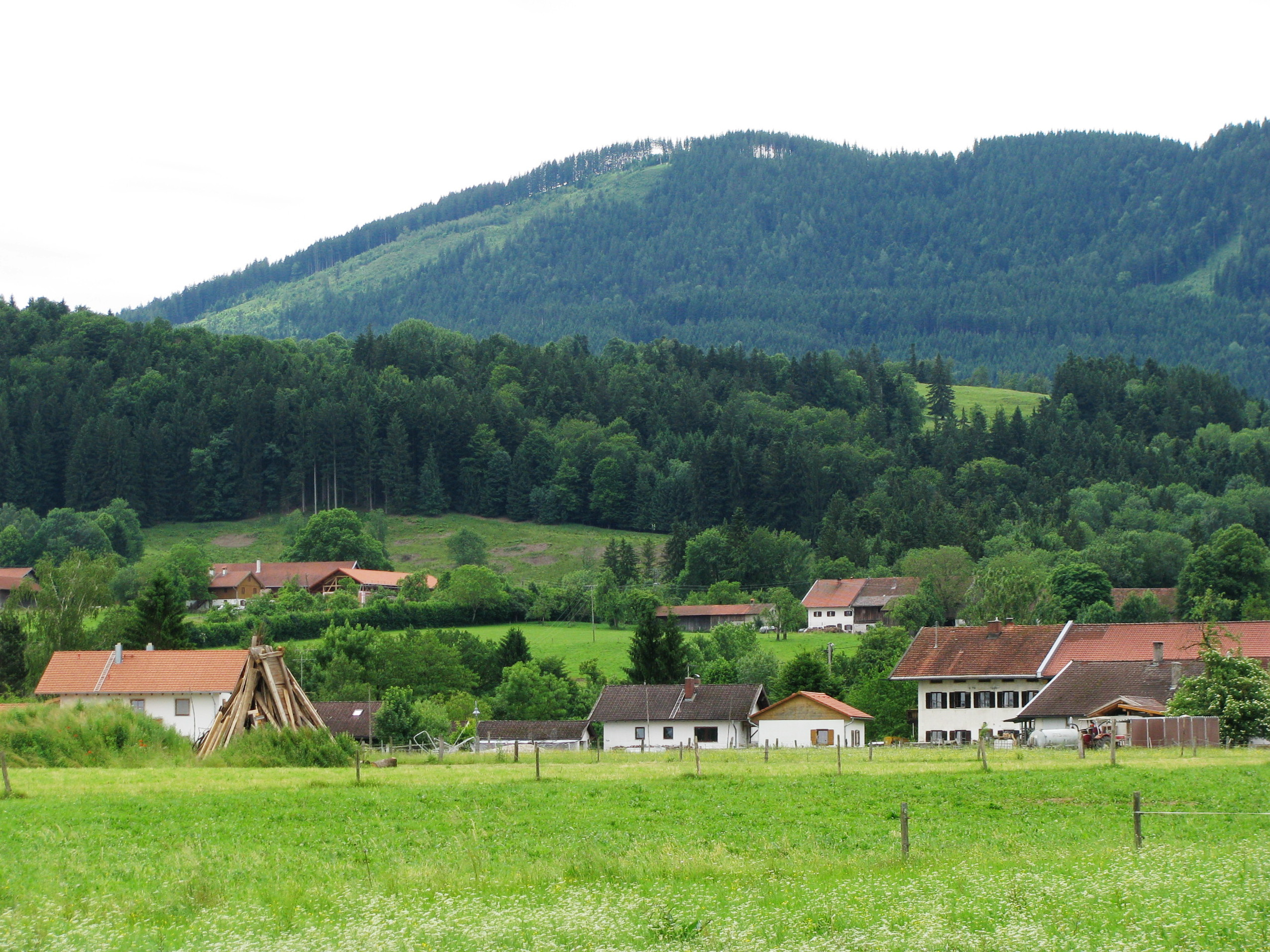

布隆貝格山（德語：Blomberg），是德國的山峰，位於該國東南部，由巴伐利亞負責管轄，屬於巴伐利亞前阿爾卑斯山脈的一部分，距離茨維瑟爾山1.1公里，海拔高度1,248米，每年平均降雨量1,764毫米。